# Mark Blake (író)
Mark Blake (1965. –) angol író és újságíró. Rendszeresen jelennek meg írásai 1988-tól kezdve hírújságokban, zenei és életmódmagazinokban: Q magazin, The Times, Mojo és Music Week. A Q és Mojo magazinok speciális kiadásainak főszerkesztője volt.
Több életrajzi stílusú könyvet írt zenei előadókról, legismertebb ezek közül a Pigs Might Fly: The Inside Story of Pink Floyd. 2008-ban a Stone Me: The Wit & Wisdom Of Keith Richards című könyve jelent meg, legújabb munkája pedig az Is This the Real Life? – The Untold Story of Queen. Ezeken felül több könnyűzenei témájú könyv szerkesztője volt, mint a Dylan: Visions, Portraits and Back Pages és a Punk: The Whole Story.